# Cacophrissus pauper
Cacophrissus pauper là một loài bọ cánh cứng trong họ Cerambycidae.